# Carlín (Friol)
Carlín (llamada oficialmente Santa María de Carlín) es una parroquia y un lugar español del municipio de Friol, en la provincia de Lugo, Galicia.

## Organización territorial
La parroquia está formada por seis entidades de población:

### Entidades de población
Entidades de población que forman parte de la parroquia:
- Argá de Abaixo (A Argá de Abaixo)
- Argá de Arriba (A Argá de Arriba)
- Carlín
- Pena do Muíño (A Pena do Muíño)
- Taín

### Despoblado
Despoblado que forma parte de la parroquia:
- A Cabana

## Demografía

### Parroquia
| Gráfica de evolución demográfica de Carlín (parroquia) entre 2000 y 2019 |
|                                                                          |
| Datos según el nomenclátor publicado por el INE.                         |

### Lugar
| Gráfica de evolución demográfica de Carlín (lugar) entre 2000 y 2019 |
|                                                                      |
| Datos según el nomenclátor publicado por el INE.                     |